# Back 2 Back Hits (Vixen/Helix)
Back 2 Back Hits è un album raccolta delle Vixen e degli Helix, pubblicato nel 2000 per l'Etichetta discografica EMI Records.

## Tracce
1. Edge of a Broken Heart (Marx, Waybill) 4:25
2. How Much Love (Conrad, Kuehnemund, Plunkett) 4:44
3. Cryin' (Paris) 3:33
4. Love Is a Killer (Petrucci) 4:46
5. I Want You to Rock Me (Gardner) 4:47 [live]
6. Heavy Metal Love (Hackman, Vollmer) 3:02
7. Rock You (Halligan) 2:54
8. Deep Cuts the Knife (Hackman) 4:02
9. Gimme Gimme Good Lovin' (Cordell, Levine) 3:26
10. Wild in the Streets (Hackman, Lyell) 3:43